# Belagali, Chikodi
Belagali là một làng thuộc tehsil Chikodi, huyện Belgaum, bang Karnataka, Ấn Độ.